# Burleigh (Berkshire)
Burleigh – wieś w Anglii, w hrabstwie ceremonialnym Berkshire, w dystrykcie (unitary authority) Bracknell Forest. Leży 21 km na wschód od centrum miasta Reading i 41 km na zachód od centrum Londynu.